# Die Schlampen sind müde
Die Schlampen sind müde ist das fünfte Studioalbum der Berliner Popband Rosenstolz und zugleich der Name der zugehörigen Tour.

## Hintergrund
Das fünfte Studioalbum wurde am 26. September 1997 veröffentlicht. Es ist zudem das erste Album von Rosenstolz, bei dem mit Platz 31 eine Chartplatzierung in den deutschen Albumcharts verzeichnet werden und sich dort fünf Wochen in den Top-100 halten konnte. Durch die Teilnahme am deutschen Grand-Prix-Vorausscheid stieg es ein halbes Jahr später erneut für fünf Wochen in die Albumcharts ein. Als Bonus enthält das Album als CD-Rom-Track das Video zu Königin. Aus dem Album wurden die Singles Ich stell’ mich an die nächste Wand (Monotonie) und Königin veröffentlicht. Am 4. November 2002 erschien eine Neuauflage des Albums.
Plate bezeichnet das Album als eines seiner Lieblingsalben, denn „da hängen so viele persönliche Erinnerungen dran, das war das Album, wo wir uns sozusagen wiedergefunden haben.“ Das Lied Königin wurde für das Album Die Schlampen sind müde neu eingespielt. Es war bereits auf der Originalversion des Debüt-Albums Soubrette werd’ ich nie veröffentlicht worden. In Die Psychologin geht es um Plates Erfahrung bei einer Psychiaterin, die er aufgrund von Angstzuständen und Panikattacken aufsuchte. In Party mit mir selbst geht es um das Gefühl der Einsamkeit nach einem Konzertauftritt. Zudem enthält das Album das Nina-Hagen-Cover Wir tanzen Tango und mit Duett wurde zum zweiten Mal ein gemeinsames Lied von AnNa und Peter veröffentlicht.

## Titelliste
| #   | Titel                                           | Länge |
| --- | ----------------------------------------------- | ----- |
| 1.  | Die öffentliche Frau                            | 4:16  |
| 2.  | Die Schlampen sind müde                         | 4:35  |
| 3.  | Die Psychologin                                 | 3:35  |
| 4.  | Königin                                         | 3:19  |
| 5.  | Dunkle Wolken (Mai)                             | 4:41  |
| 6.  | Party mit mir selbst                            | 3:29  |
| 7.  | Lass mich dein Schlafzimmer sein                | 3:41  |
| 8.  | Die Einsamkeit der Rosen                        | 3:31  |
| 9.  | Es lebe der König                               | 5:02  |
| 10. | Vergoldet                                       | 3:32  |
| 11. | Ich stell’ mich an die nächste Wand (Monotonie) | 4:02  |
| 12. | Alles wird besser                               | 5:12  |
| 13. | Wir tanzen Tango                                | 3:23  |
| 14. | Duett                                           | 3:31  |
| 15. | Wenn du jetzt aufgibst                          | 5:25  |

## Die Schlampen sind müde Tour
Diese Liste beinhaltet alle Konzerte in chronologischer Reihenfolge, die bei der Die Schlampen sind müde live 1997–1998 gespielt wurden. Alle Auftritte fanden in Deutschland statt.

### Tourdaten
| Datum             | Stadt      | Veranstaltungsort            | Land        |
| ----------------- | ---------- | ---------------------------- | ----------- |
| 20. Juni 1997     | Wismar     | Wallgarten                   | Deutschland |
| 20. Juni 1997     | Hamburg    | CSD                          | Deutschland |
| 28. Juni 1997     | Dresden    | Junge Garde (Open Air)       | Deutschland |
| 3. Juli 1997      | Plauen     | Alte Kaffeerösterei          | Deutschland |
| 5. Juli 1997      | Köln       | CSD                          | Deutschland |
| 11. Juli 1997     | Potsdam    | Waschhaus                    | Deutschland |
| 12. Juli 1997     | Kiel       |                              | Deutschland |
| 1. Oktober 1997   | Dresden    | Kühlhaus am Schloss Nickern  | Deutschland |
| 2. Oktober 1997   | Cottbus    | Glad House                   | Deutschland |
| 11. Oktober 1997  | Berlin     | Arena                        | Deutschland |
| 16. Oktober 1997  | Halle      | Easy Schorre                 | Deutschland |
| 18. Oktober 1997  | Chemnitz   | Kraftwerk                    | Deutschland |
| 20. Oktober 1997  | Heidelberg | Theater der Stadt Heidelberg | Deutschland |
| 22. Oktober 1997  | Mannheim   | T 6                          | Deutschland |
| 25. Oktober 1997  | Stuttgart  | Villa Berg                   | Deutschland |
| 26. Oktober 1997  | Karlsruhe  | JuBeZ                        | Deutschland |
| 27. Oktober 1997  | Freiburg   | Jazzhaus                     | Deutschland |
| 5. November 1997  | Nürnberg   | Hirsch                       | Deutschland |
| 6. November 1997  | Regensburg | Alte Mälzerei                | Deutschland |
| 7. November 1997  | München    | Muffathalle                  | Deutschland |
| 8. November 1997  | Jena       | Volkshaus                    | Deutschland |
| 12. November 1997 | Leipzig    | Haus Leipzig                 | Deutschland |
| 20. November 1997 | Bremen     | Modernes                     | Deutschland |
| 21. November 1997 | Hannover   | Capitol                      | Deutschland |
| 22. November 1997 | Leinefelde | Obereichsfeldhalle           | Deutschland |
| 15. Dezember 1997 | Berlin     | Theater des Westens          | Deutschland |